# Quietus
«Quietus (Silent Reverie)» es el segundo sencillo del álbum de estudio Consign to Oblivion, segundo disco de la banda neerlandesa de metal sinfónico Epica, lanzado en el año 2005.
El sencillo salió a la venta en dos versiones, una con dos pistas y otra, lanzada una semana después, con cuatro. Aunque en el momento de la publicación del sencillo la banda ya tenía nuevo disco, The Score - An Epic Journey, el sencillo procede del álbum anterior, Consign to Oblivion.
La canción Crystal Mountain no fue compuesta por Epica. Su versión original es de la banda de death metal Death y procede de su álbum Symbolic.

## Canciones

### Quietus (Versión normal)
1. «Quietus» (Silent Reverie) (Single Version) - 3:56
2. «Linger» (Previously Unreleased Orchestral Version) - 4:18

### Quietus (Maxi CD)
1. «Quietus» (Silent Reverie) (Single Version) - 3:56
2. «Crystal Mountain» (Previously Unreleased Orchestral Version) - 4:16
3. «Quietus» (Silent Reverie) (Grunt Version) - 3:47
4. «Crystal Mountain» (Previously Unreleased Track) - 4:48

- Datos: Q1284618